# Brottets väg
Brottets väg (eng: Crime Story) är en amerikansk TV-serie som sändes 1986-1988 på NBC.

## Handling
Serien utspelar sig i 1960-talets Chicago och handlar om två män, polisen Mike Torello och gangstern Ray Luca. Båda är de besatta av att förgöra den andre.  

## Rollista i urval
- Dennis Farina - Lt. Mike Torello
- Anthony Denison - Ray Luca
- John Santucci - Pauli Taglia
- Stephen Lang - David Abrams
- Bill Smitrovich - Sgt. Danny Krychek
- Billy Campbell - Det. Joey Indelli
- Paul Butler - Det. Walter Clemmons
- Steve Ryan - Det. Nate Grossman
- Ted Levine - Frank Holman
- Andrew Dice Clay - Max Goldman
- Jon Polito - Phil Bartoli
- Joseph Wiseman - Manny Weisbord
- Darlanne Fluegel - Julie Torello
- Jay O. Sanders - Steven Kordo

### Gästskådespelare i urval
- David Caruso - Johnny O'Donnel
- Julia Roberts - Tracy, våldtäktsoffer
- Kevin Spacey - senator Rourke
- Deborah Harry - flickvän till Ray Luca
- Gary Sinise - Howie Dressler
- Ving Rhames - Hector Lincoln
- William Russ - Wes Connelly
- Lili Taylor - servitris
- Miles Davis - cameoroll som jazzmusiker
- Stanley Tucci - Zack Lowman
- David Hyde Pierce - agent Carruthers
- Laura San Giacomo - Theresa Farantino
- Billy Zane - Frankie 'The Duke' Farantino
- Michael Madsen - Johnny Fossi
- Michael Jeter - senator Michael Gaspari
- Steven Weber - Gary Holiday, porrproducent

## Visning i Sverige
I Sverige visades den på TV1, med start 8 september 1991.